# 上汽大衆汽車
上汽大衆汽車有限公司（しゃんちーだーぢょんちーちゃー、上汽フォルクスワーゲン、上汽VW、SAIC Volkswagen Automotive Co., Ltd.）は1984年に設立されたフォルクスワーゲングループ (VW) と上汽集団（SAIC）の合弁会社である。中華人民共和国上海市北西部安亭鎮の上海国際汽車城に本社を構える。
合弁会社の出資比率は（2008年時点で）上汽集団が50%、フォルクスワーゲンAGが40%、大衆汽車（中国）投資有限公司10%である。45年間の期間限定の合弁事業であり、2030年まで存続する。上汽大衆はフォルクスワーゲンおよびシュコダブランドの車種を製造している。

## 歴史
1984年にフォルクスワーゲンと上海汽車集団との合弁会社として上海大衆汽車有限公司（上海フォルクスワーゲン、上海VW、Shanghai Volkswagen Automotive Co., Ltd.）が設立された。VWは25年間上海で乗用車を製造する旨の契約を交わし、また50%の外資規制を受けた。
上海VWは1985年に自動車製造を開始した。1990年に輸入車が約34,000台に減少した時、上海VWのサンタナの製造は同年には19,000台近くに達しようとした。1993年、上海VWの出荷は10万台に到達した。VWはエンジンのサイズにおける数々の制限や市内タクシー会社へのインセンティブなど、いくつかの上海の自治体の支援を受けた。VWはまた海外の部品サプライヤーに中国で合弁事業を立ち上げることを促し、そのことは1993年に上海VWの国内調達率を85%に到達させるのに一役買った。
上海VWは2009年におよそ70万台の車を製造した。
2015年12月11日、上海大衆汽車は上汽大衆汽車に社名変更した。